# 蕭伯游
蕭 伯游（しょう はくゆう、484年 - 506年）は、南朝梁の皇族。永陽恭王。字は士仁。

## 経歴
蕭衍の次兄の蕭敷の子として生まれた。天監元年（502年）4月、梁が建国されると、都督会稽東陽新安永嘉臨海五郡諸軍事・輔国将軍・会稽郡太守に任じられた。天監2年（503年）、永陽郡王の位を嗣いだ。
天監5年（506年）、死去した。享年は23。諡は恭といった。

## 伝記資料
- 『梁書』巻23 列伝第17
- 『南史』巻51 列伝第41